# Forlidas Pond
Der Forlidas Pond ist ein zugefrorener und runder Tümpel mit 100 m Durchmesser im westantarktischen Queen Elizabeth Land. Im Dufek-Massiv der Pensacola Mountains liegt er in einem Moränental östlich und nördlich des Forlidas Ridge. Er ist der einzige Tümpel in den nördlichen Pensacola Mountains und daher für Biologen von Interesse.
Erstmals untersucht wurde er im Dezember 1957 von einer US-amerikanischen Mannschaft der Ellsworth-Station im Rahmen des Internationalen Geophysikalischen Jahres (1957–1958). Der US-amerikanische Geologe Arthur B. Ford schlug die Benennung nach dem Forlidas Ridge im Zuge zwischen 1978 und 1979 durchgeführter geologischer Arbeiten in diesem Gebiet vor. Dessen Namensgeber ist Charles W. Forlidas (1935–1958), Funker auf der Ellsworth-Station im antarktischen Winter 1957.